# Heinrothkrähe
Die Heinrothkrähe (Corvus insularis) ist eine pazifische Krähenart, die auf dem Bismarck-Archipel vorkommt. Der Trivialname bezieht sich auf Oskar Heinroth, der die Art 1903 erstbeschrieben hatte. In der Sprache der Insulaner wird sie als xor bezeichnet. Die Art ist monotypisch.

## Merkmale
Die Heinrothkrähe ist mit einer Gesamtlänge von 40 bis 41 cm mittelgroß. Sie hat einen massiven schwarzen Schnabel und einen eher kurzen Schwanz. Das gesamte Gefieder ist glänzend schwarz. Die Iris ist hellblau; der Schnabel ist schwarz, manchmal mit einer hellen Spitze. Die Beine sind schwarz. Die Geschlechter ähneln sich. Die Jungvögel ähneln den Altvögeln, einschließlich der hellblauen Augen.
Die Heinrothkrähe wurde bis 2011 als eine Unterart der Torreskrähe (Corvus orru) und zeitweise als eine Unterart der Bougainvillekrähe (Corvus meeki) betrachtet. Sie unterscheidet sich von der Torreskrähe hauptsächlich in der Gesamtmorphologie (Struktur, Schnabelgröße, Schwanzlänge), der Irisfarbe der Jungvögel und den Lautäußerungen; von der Bougainvillekrähe weniger deutlich in der Gesamtmorphologie, aber signifikant in der Irisfarbe der erwachsenen Vögel, den Lautäußerungen, dem bevorzugten Lebensraum, dem Schwarmverhalten und der Flugweise (tiefe Flügelschläge mit Gleitflügen im Vergleich zu flachen Flügelschlägen).

## Verbreitung
Die Heinrothkrähe kommt auf Neubritannien, Neuirland, Lavongai (ehemals Neu-Hannover) und auf kleineren Nachbarinseln im Bismarck-Archipel vor.

## Lebensraum
Der Lebensraum umfasst Waldränder, teilweise gerodete Flächen, Gärten und Plantagen mit Kokospalmen- (Cocos nucifera) und Ölpalmenanbau (Elaeis guineensis). Die Heinrothkrähe kommt im Tiefland bis 1500 m vor. Manchmal ist sie in Städten zu sehen; nur selten in geschlossenen Wäldern, dem bevorzugten Lebensraum der sympatrisch vorkommenden Bougainvillekrähe.

## Lautäußerungen
Die Lautäußerungen bestehen aus einer Reihe kurzer nasaler Stakkato-Krächzlaute, die kürzer und schneller sind als die der Torreskähe und kürzer und weniger rollend als die der Bougainvillekrähe. Die Krächzlaute können mit einem langgezogenen Endton enden. Auch ein langes rasselndes Krächzen und tiefe klopfende Geräusche sind zu hören.

## Lebensweise
Die Heinrothkrähe ist offenbar standorttreu. Schwärme scheinen örtlich mobil zu sein und wurden häufig in großer Höhe fliegend beobachtet, was auf eine ausgedehnte lokale Aktivität schließen lässt.
Die Heinrothkrähe ist wahrscheinlich Allesfresser. Ihre Nahrung umfasst Insekten, Beeren und Früchte, einschließlich holzbohrende Larven in Kokosnussplantagen. Ein zutraulicher Vogel wurde dabei beobachtet, wie er überschüssige Nahrung in Zwischenspeichern vergrub. Die Nahrungsaufnahme geschieht in kleinen Gruppen sowohl in den Baumkronen als auch am Boden; auch in Gärten.
Die Eiablage wurde im Februar/März und Nestlinge im März beobachtet. Ein Nest war 50 cm breit und 15 cm tief, mit Fasern der Kokospalmenhülle und Luftwurzeln ausgekleidet und hoch in einer Baumgabel gebaut.

## Status
Die Heinrothkrähe wird von der IUCN als „nicht gefährdet“ (least concern) klassifiziert. Sie ist in den Endemic Bird Areas New Britain und New Ireland präsent und häufig in anthropogen veränderten Gebieten anzutreffen. Die Heinrothkrähe zählt zu den wenigen Vogelarten, die die Ölpalmenplantagen auf dem Bismarck-Archipel aufsuchen.
Der Heinrothkrähe wird von den Insulanern ein böses Omen nachgesagt, was dazu führt, dass sie deshalb oft verjagt wird, wenn sie lautstark und aufdringlich in der Nähe von Häusern auftaucht. Sie ist in Neuirland auffällig, äußerst laut und ziemlich unerwünscht.